# Ripuliamo il parco
Ripuliamo il parco (In the Bag) è un film del 1956 diretto da Jack Hannah. È un cortometraggio animato della serie Special Cartoon, prodotto dalla Walt Disney Productions, uscito negli Stati Uniti il 27 luglio 1956 e distribuito dalla RKO Radio Pictures.

## Trama
A fine stagione turistica, il parco di Brownstone è pieno di rifiuti e il ranger Ocarina ordina all'Orso Onofrio e ai suoi compagni di ripulire il parco. Tuttavia gli orsi si ribellano, così Ocarina decide di corromperli con del pollo alla cacciatora. Gli orsi ripuliscono velocemente la loro area assegnata, tranne Onofrio, siccome ogni volta che ci prova succede qualcosa che gli fa sparpagliare a terra i rifiuti. Alla fine Onofrio nasconde l'immondizia in un cratere e, quando sta per ricevere il pollo, il cratere erutta, in quanto quello del geyser Old Fateful. I rifiuti vengono quindi sparpagliati in un'ampia area e Onofrio è costretto a ricominciare da capo.